# Merodon cuthbertsoni
Merodon cuthbertsoni är en tvåvingeart som beskrevs av Charles Howard Curran 1939. Merodon cuthbertsoni ingår i släktet narcissblomflugor, och familjen blomflugor.
Artens utbredningsområde är Zimbabwe. Inga underarter finns listade i Catalogue of Life.